# خواوکی (استان اشوی‌داشکسیه)
خواوکی (به لهستانی: Chwałki) یک منطقهٔ مسکونی در لهستان است که در گمینا اوبرازوو واقع شده‌است. خواوکی ۸۵۰ نفر جمعیت دارد.